# 早崎博
早崎 博（はやさき ひろし、1931年3月19日 - 2024年4月14日）は、日本の経営者。住友信託銀行社長を務めた。千葉県出身。

## 経歴
1953年に東京大学法学部を卒業し、同年に住友信託銀行に入行。
1978年に取締役に就任し、1981年6月に常務、1983年6月に専務、1987年6月に副社長を経て、1989年6月に社長に就任。1993年6月に会長に就任し、1998年3月に相談役を経て、1999年6月から相談役を務めた。
2000年6月から2011年6月までに住友化学監査役を務め、読売テレビ放送、京王電鉄各取締役を務めた。
1995年11月に藍綬褒章を受章。
2024年4月14日、肺炎により死去。93歳没。